# 박차둥근잎박쥐
박차둥근잎박쥐(Hipposideros calcaratus)는 잎코박쥐과에 속하는 박쥐의 일종이다. 파푸아뉴기니와 솔로몬 제도에서 발견된다.

## 특징
보통 크기의 박쥐로 몸길이는 49.4~70mm, 전완장은 4.2~44.8mm 정도이다. 꼬리 길이는 31~44mm이고 발 길이는 7.9~12mm이다. 귀 길이는 16.5~25mm이고 몸무게는 최대 11.5g이다.

## 생태
동굴과 회랑 안에 수 천마리씩 여러 개의 무리를 지어 생활한다. 먹이는 곤충이다. 5월과 6월, 10월과 11월 사이의 일 년에 두 번 새끼를 낳는다.

## 분포 및 서식지
뉴기니섬과 솔로몬 제도 인근 섬들에 널리 분포한다. 해발 최대 600m 이내의 숲에서 서식한다.

## 아종
2종의 아종이 알려져 있다.
- H. c. calcaratus - 비스마르크 제도: 듀크오브요크섬, 미요코섬, 뉴브리턴섬, 뉴아일랜드섬, 에미라우섬, 타바섬, 울루섬, 키리위나섬, 미시마섬, 노먼지섬, 솔로몬 제도: 닛산섬, 부건빌섬, 슈아절섬, 과달카날섬, 러셀 제도: 음바니카섬, 뉴조지아섬, 렌넬섬, 산호르헤섬, 말레이타섬, 산타이사벨섬, 마키라섬.
- H. c. cupidus (Andersen, 1918) - 뉴기니섬 및 야펜섬.